# Frank Turner
Francis Edward "Frank" Turner (Manama, 28 de diciembre de 1981) es un cantautor británico originario de Meonstoke, Hampshire. Inició su carrera en la música como cantante de la banda de post-hardcore, Million Dead. Tras la separación de la banda en 2005, Turner inició una carrera en solitario enfocado en géneros como el rock acústico y el folk. En vivo y en estudio, Turner es acompañado por su banda de soporte, The Sleeping Souls, consistente en Ben Lloyd (guitarras), Tarrant Anderson (bajo), Matt Nasir (piano) y Nigel Powell (batería y percusión).
A la fecha, Turner ha publicado siete álbumes como solista, tres compilados y cinco EP. Su séptimo álbum de estudio, Be More Kind, fue publicado el 4 de mayo de 2018.

## Discografía
- Sleep Is for the Week (2007)
- Love Ire & Song (2008)
- Poetry of the Deed (2009)
- England Keep My Bones (2011)
- Tape Deck Heart (2013)
- Positive Songs for Negative People (2015)
- Be More Kind (2018)